# Мароджа
Мароджа (італ. Maroggia) — колишня громада  в Швейцарії в кантоні Тічино, округ Лугано. 2022 року громади Мароджа, Мелано і Ровіо об'єдналися в громаду Валь-Мара.

## Географія
Громада розташована на відстані близько 165 км на південний схід від Берна, 30 км на південь від Беллінцони.
Мароджа має площу 1 км², з яких на 31,6% дозволяється будівництво (житлове та будівництво доріг), 4,1% використовуються в сільськогосподарських цілях, 61,2% зайнято лісами, 3,1% не є продуктивними (річки, льодовики або гори).

## Демографія
2019 року в громаді мешкало 700 осіб (+25,7% порівняно з 2010 роком), іноземців було 35,4%. Густота населення становила 700 осіб/км². За віковим діапазоном населення розподілялося таким чином: 17% — особи молодші 20 років, 59,3% — особи у віці 20—64 років, 23,7% — особи у віці 65 років та старші. Було 337 помешкань (у середньому 2 особи в помешканні).